# Wereldmuseum Rotterdam
Das Wereldmuseum Rotterdam (deutsch Weltmuseum) ist ein Museum der Weltkulturen der Vergangenheit und Gegenwart in Rotterdam. Es ist der Nachfolger des Museum voor Land- en Volkenkunde (Museums für Länder- und Völkerkunde) und zeigt mehr als 1.800 ethnographische Objekte aus verschiedenen Kulturen in Asien, Ozeanien, Afrika, den Amerikas und islamischen Ländern.

## Geschichte

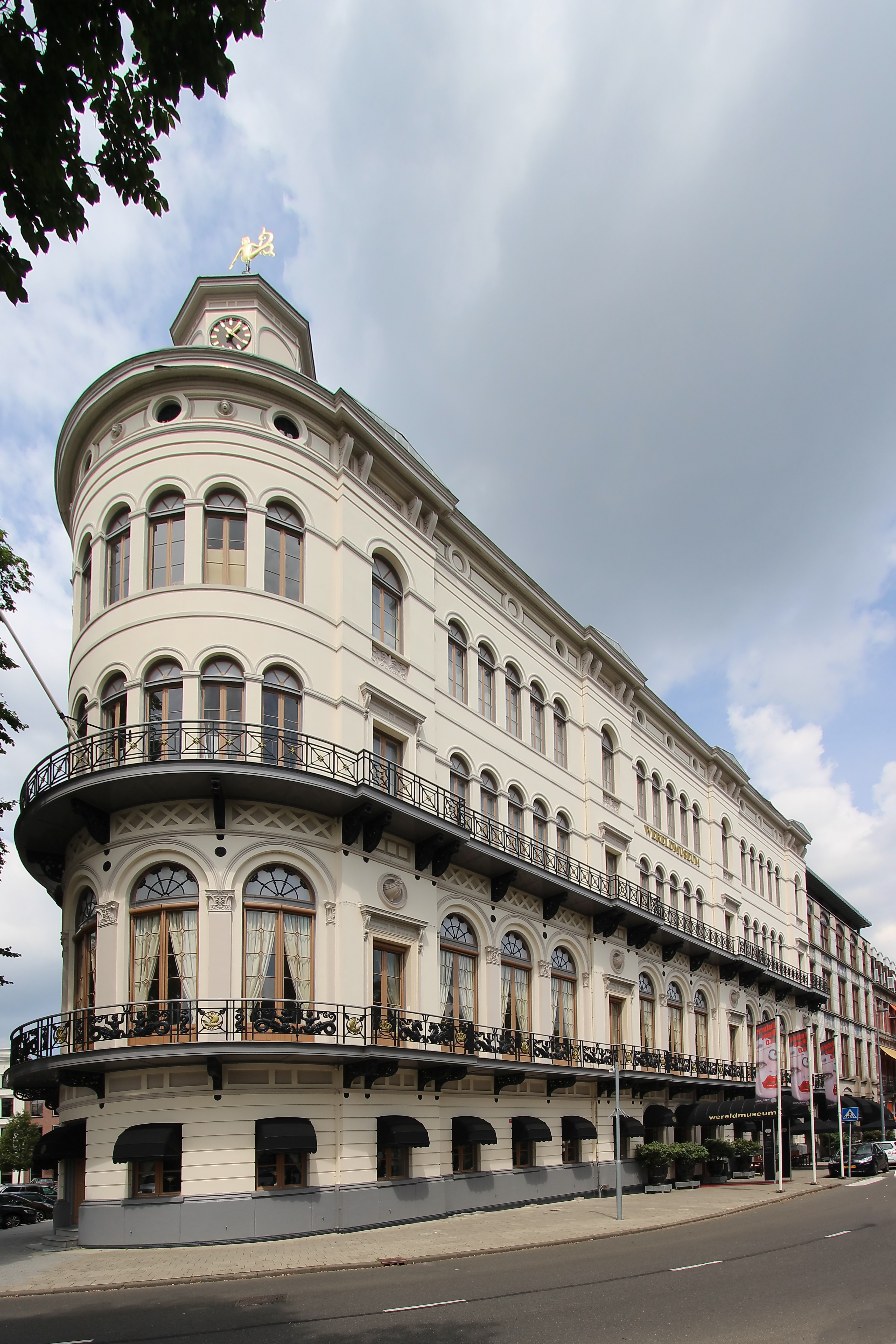
Wereldmuseum Rotterdam

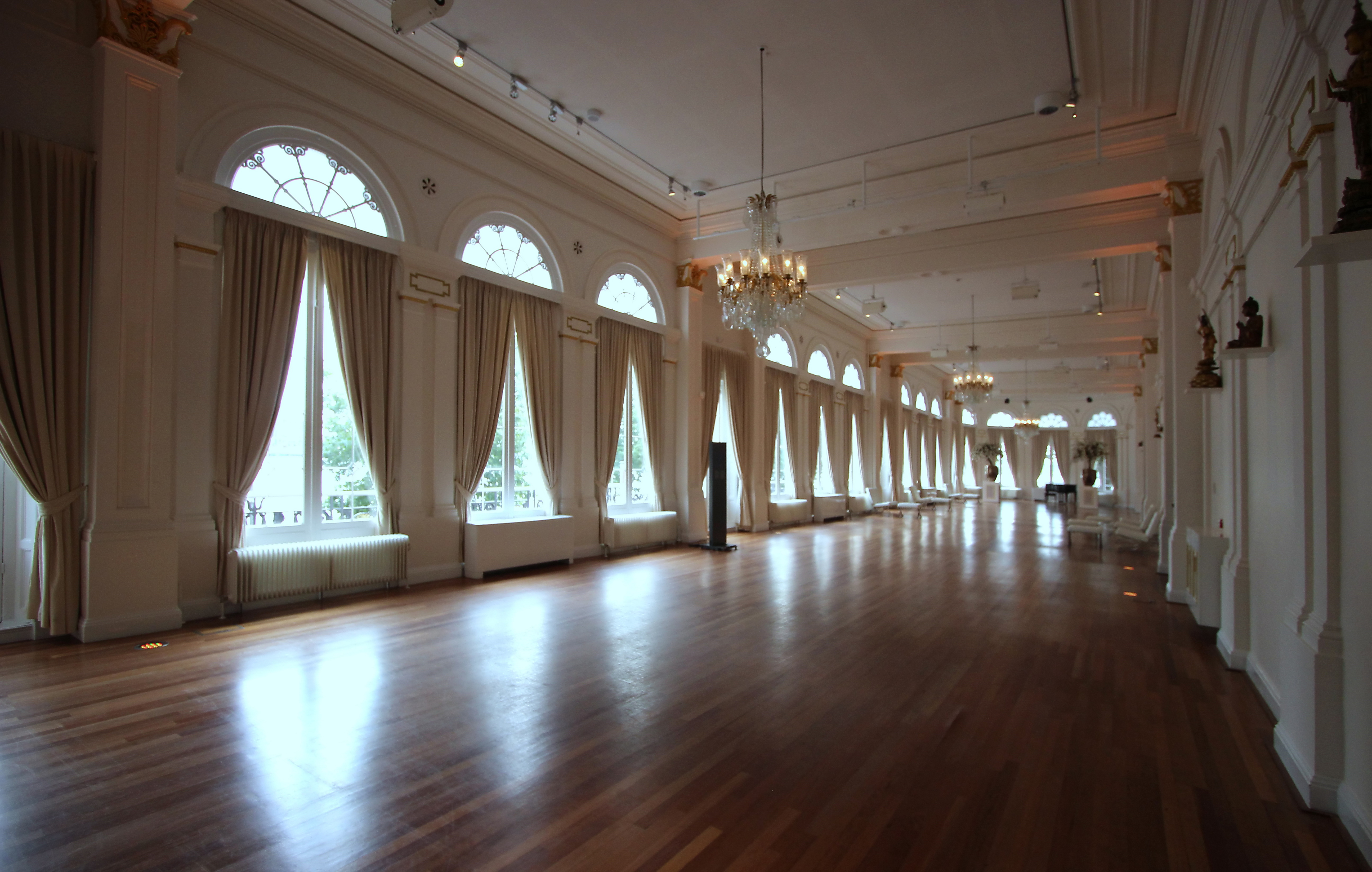
Ballsaal des ehemaligen Yacht-Clubs

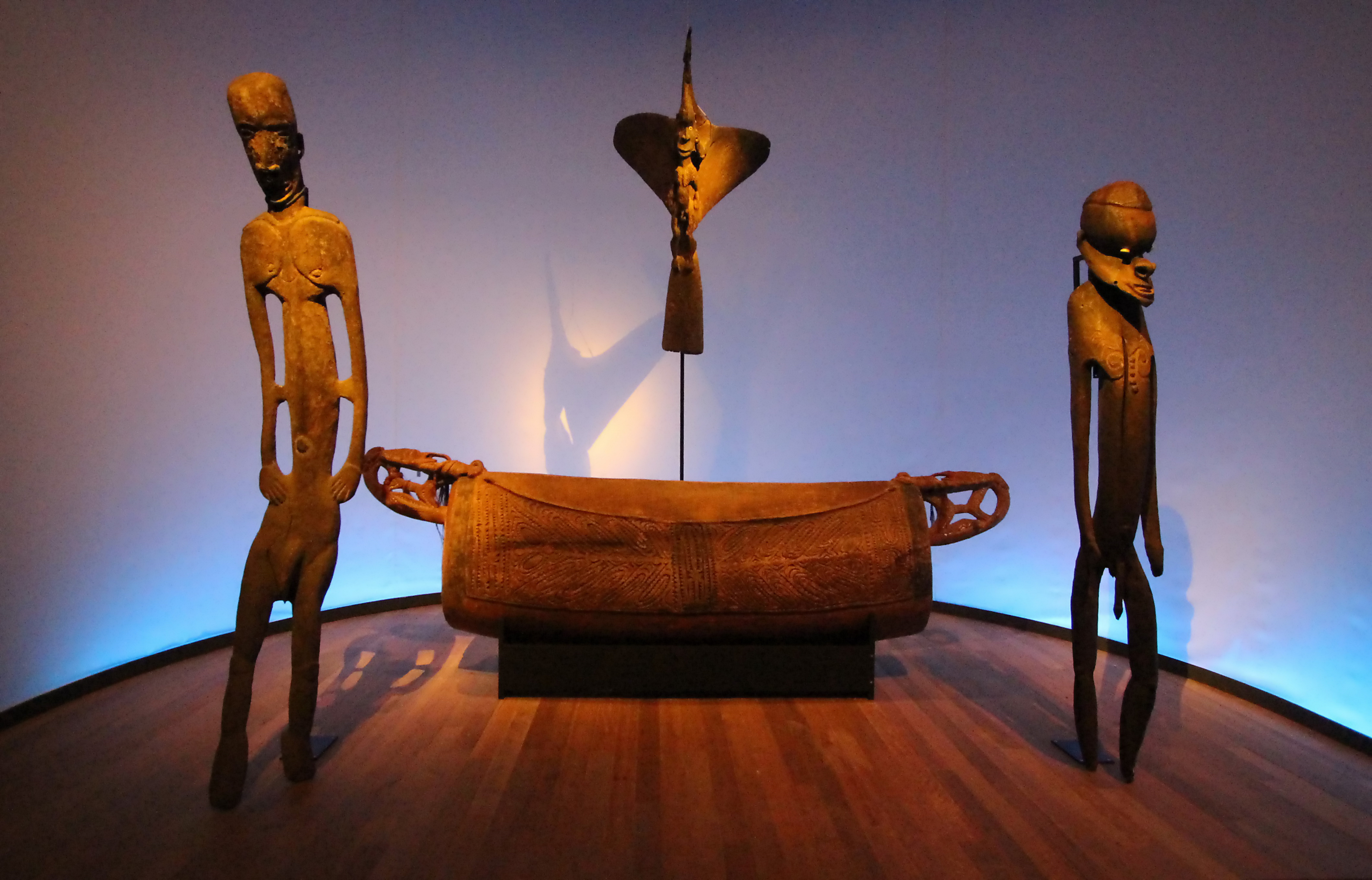
Völkerkundliche Ausstellungsgegenstände

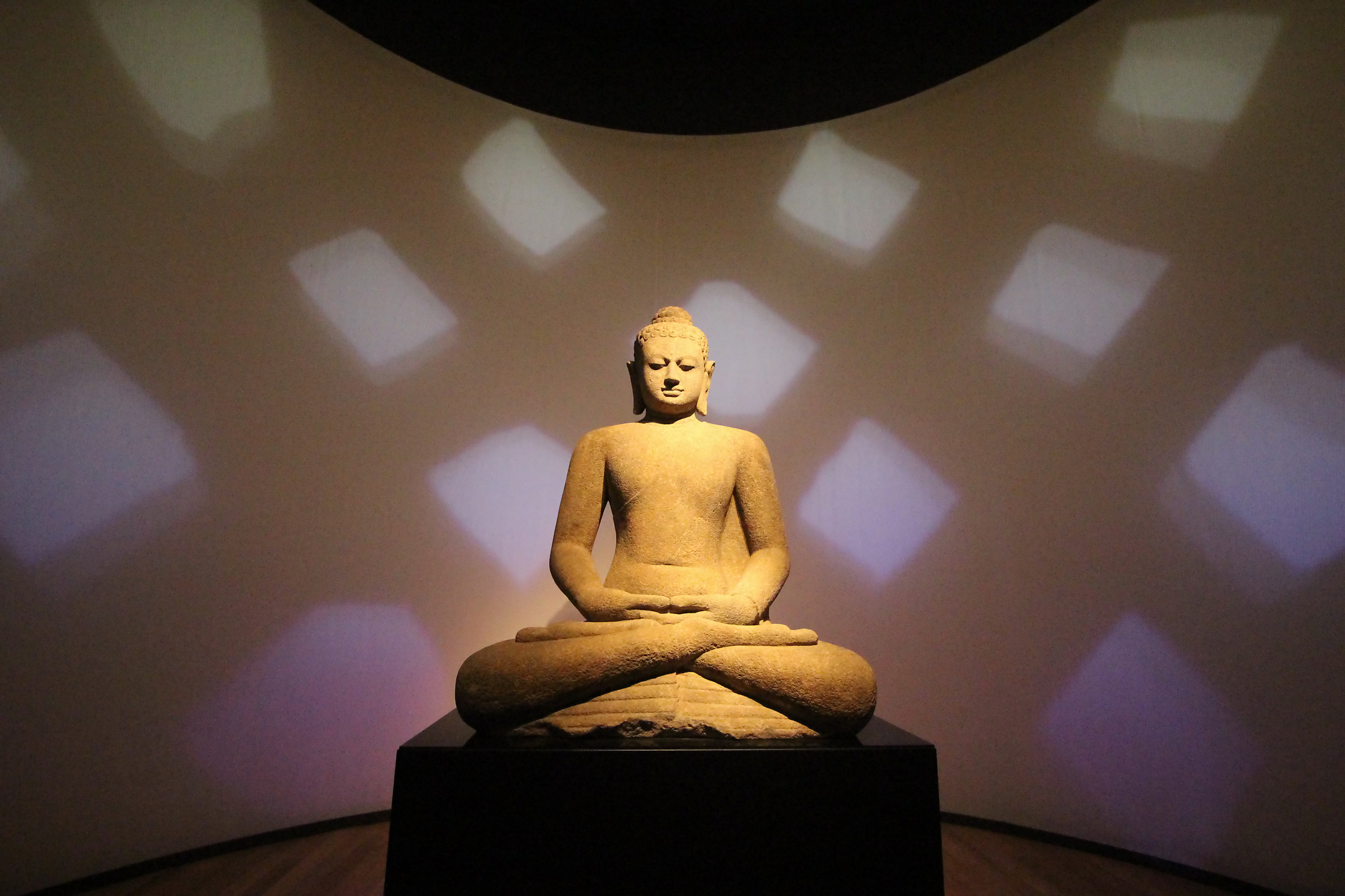
Buddha-Statue

Das Museum befindet sich an der Ecke von Veerhaven und Willemskade im ehemaligen Clubhaus des königlichen Yacht-Clubs. Das Gebäude stammt aus dem Jahr 1851 und wurde 1852 durch König Wilhelm III. feierlich eröffnet. Rotterdamer Sammler und Wissenschaftler vermachten dem Yacht-Club seitdem kulturhistorisch wertvolle Kunst- und Gebrauchsgegenstände, die dort ausgestellt wurden. 
Nach dem Tod von Prinz Heinrich von Oranien-Nassau im Jahre 1879, dem Präsidenten des Yacht-Clubs, wurde das Gebäude an die Stadt Rotterdam verkauft, die dort 1885 ein städtisches Museum einrichtete: Das „Museum für Länder- und Völkerkunde“, das später kurz „Museum für Völkerkunde“ genannt wurde.
Die Sammlung von Kunst- und Gebrauchsgegenständen aus den Kulturen der ganzen Welt wuchs mehr oder weniger zufällig mit den Sammlungsstücken, die niederländische Missionare, Matrosen, Soldaten und Kaufleute als Souvenirs oder Trophäen aus der ganzen Welt mitbrachten. Um dafür mehr Platz zu schaffen, wurde das Gebäude 1910 um ein zusätzliches Stockwerk erweitert. Unter der Leitung von Jan Willem van Nouhuys (Museumsleiter 1915–1934), der als Forscher und Expeditionsteilnehmer in Neuguinea tätig gewesen war, wurde die Ausstellung in einer wissenschaftlichen Weise modernisiert. Sie wuchs auf etwa 110.000 katalogisierte Artikel sowie 100.000 Fotos und Dias an.
Im Jahr 2000 wurde das Gebäude generalsaniert, und das Museum bekam seinen neuen Namen: Wereldmuseum Rotterdam. Am 15. Juni 2001 wurde Stanley Bremer zum Direktor ernannt. Das Museum hatte 2014 insgesamt 83.400 Besucher, davon 41.377 zahlende und 41.877 nicht-zahlende.

## Kritik an Ausstellungskonzept und Management
Im April 2015 geriet das Museum negativ in die Schlagzeilen, nachdem eine Studie der Gemeinde Rotterdam aufgezeigt hatte, dass das Museum sich in einer „Abwärtsspirale“ (niederl. „negatieve spiraal“) befinde. Es habe den kommerziellen Aktivitäten, wie dem Gastgewerbe, zu viel Aufmerksamkeit geschenkt, während die Sammlung des Museums, die zu achtzig Prozent im Besitz der Stadt ist, kaum gezeigt worden sei. Es wurde auch bemängelt, dass es kein wirksames Kontrollorgan mehr gehabt habe. Der Gemeinderat bekam daraufhin aufgrund einer Gerichtsentscheidung die Möglichkeit, eine Funktion im Aufsichtsrat wahrzunehmen. Der neue Vorsitzende des Aufsichtsrats setzte sich anfangs dafür ein, dass Stanley Bremer vorläufig im Amt bleiben sollte, aber sein Rücktritt als Direktor wurde bereits am 24. April 2015 veröffentlicht. Am 15. Mai 2015 wurde Jan Willem Sieburgh zum Interimsdirektor ernannt. Er war bereits zuvor im Jahr 2013 interimistisch Leiter des Tropenmuseums in Amsterdam gewesen. Zuvor war er von 2002 bis 2010 Geschäftsführer des Rijksmuseum in Amsterdam.

## MuseumsverbundNationaal Museum van Wereldculturen
Als übergeordneter Verbund der Museen mit ethnografischen Sammlungen in Rotterdam, Amsterdam, Leiden und Berg en Dal koordiniert seit 2014 das Nationaal Museum van Wereldculturen (Nationales Museum für Weltkulturen – NMVW) Studien zur Provenienz und dem kulturhistorischen Hintergrund sowie Vorhaben zur Restitution an die Herkunftsländer. Der Verbund ist auch Mitglied in der Benin Dialogue Group zu Forderungen nach Rückgabe der sogenannten Benin-Bronzen an Nigeria.
Im März 2019 wurde ein Dokument mit dem Titel „Rückgabe von Kulturgütern: Prinzipien und Verfahren“ veröffentlicht, um „die allgemeine Mission des Museums auszudrücken und die lange, komplexe und vielschichtige Geschichte aufzugreifen, die zu den Sammlungen des Museums geführt hat.“ Es beinhaltet insbesondere die Verpflichtung, „Ansprüche auf Rückgabe von Kulturgütern nach den Maßstäben von Respekt, Kooperation und Aktualität transparent anzusprechen und zu bewerten.“ Im Januar 2021 genehmigte die niederländische Regierung ein zentrales Verfahren zur Rückführung von Objekten mit kolonialem Ursprung. Nach Empfehlung einer Beratungskommission kündigte sie an, alle Objekte der nationalen Sammlungen, die illegal aus ehemaligen niederländischen Kolonien entfernt wurden, zurückzugeben. Zu diesem Zweck soll eine Forschungsgruppe von neun Museen und der Vrije Universiteit Amsterdam im Juni 2021 ein 4,5-Millionen-Euro-Projekt starten, um praktische Leitlinien für niederländische Museen zu kolonialen Sammlungen zu entwickeln.